# Ordu-Baliq
Ordu-Baliq (che significa "città della corte", "città dell'esercito"), conosciuta anche come Mubalik e Karabalghasun, fu la capitale del primo Khaganato turco. Fu costruita sul sito dell'ex capitale imperiale gokturca, 27 km a nord-nordovest dell'ultima capitale mongola, Karakorum. Le sue rovine sono note come Kharbalgas in mongolo, che significa "città nera". Fanno parte del sito patrimonio mondiale del paesaggio culturale della valle dell'Orkhon.

## Localizzazione
Ordu-Baliq si trova in una pianura erbosa chiamata steppa di Talal-khain-dala, sulla riva occidentale del fiume Orkhon nel sum di Khotont della provincia dell'Arkhangai, Mongolia, 16 km a nordest del villaggio di Khotont, o 30 km a nord-nordovest di Kharkhorin. L'Orkhon emerge dalle gole dei monti Khangai e scorre verso nord per incontrare il fiume Tuul (l'attuale capitale della Mongolia, Ulan Bator, è sul suo tratto superiore).
Un microclima favorevole rende la località ideale per il pascolo e giace lungo la più importante strada est-ovest attraverso la Mongolia. Come risultato, la valle dell'Orkhon fu un importante centro residenziale, politico ed economico molto prima della nascita di Genghis Khan che lo fece conoscere al più vasto mondo.

## Storia
Nel 744, dopo la sconfitta dell'ultimo kaghan gokturco da parte dell'alleanza Uiguri-Qarluq-Basmyl, gli Uiguri sotto Bayanchur Khan (Bayan Çor) fondarono la loro capitale imperiale Ordu-Baliq sul sito della vecchia ördü ("capitale nomade"). Ordu-Baliq prosperò fino all'840, quando fu ridotta in rovine dagli invasori Kirghisi dello Enisej.
La capitale occupava almeno 32 chilometri quadrati. Le rovine del complesso di palazzi o di templi — che includono il muro alto 10 metri, una cittadella di 12 metri nell'angolo sudorientale e uno stupa alto 14 metri nel centro — indicano chiaramente che Ordu Baliq era una città grande, opulenta.
L'area urbana può essere divisa in tre parti principali. La parte centrale che consiste di numerosi edifici circondati da un muro continuo forma l'area maggiore. Rovine di un grande numero di templi e di case si possono trovare a sud oltre il centro. Il palazzo residenziale del khan, che era anch'esso cinto di mura su tutti i lati, sorgeva nella parte nordorientale della città, dove l'archaeologo Nikolaj Jadrincev scoprì un monumento di granito verde con la statua di un drago appollaiato in cima e recante un'iscrizione runica che glorifica i khagan.
Ordu-Baliq era una comanderia e un deposito franco commerciale completamente fortificato tipico dei punti centrali lungo il percorso della Via della seta. I resti ben preservati consistono ora di mure fortificate concentriche e di torri di guardia, stalle, magazzini militari e commerciali ed edifici amministrativi. Ci sono resti di un sistema di scolo delle acque. Gli archeologi stabilirono che certe aree erano concesse per il commercio e l'artigianato, mentre nel centro della città vi erano palazzi e templi, incluso un monastero. Il palazzo aveva mura fortificate intorno e due porte principali, nord e sud, nonché fossati riempiti di acqua e torri di avvistamento.
Lo stile architettonico e la pianta della città sembrano avere stretti paralleli con i modelli cinesi Tang, sebbene vi siano elementi che sembrano aver preso ispirazione da altrove.

### Resoconti storici
Un ambasciatore dell'Impero samanide, Tamim ibn Bahr, visitò Ordu-Baliq nell'821 d.C. e lasciò il solito resoconto scritto sulla città. Viaggiò attraverso steppe disabitate fino ad arrivare nelle vicinanze della capitale uigura. Descrisse Ordu-Baliq come una grande città, "ricca di agricoltura e circondata da rustaq (villaggi) pieni di coltivazioni che giacciono vicini insieme. La città aveva dodici porte di ferro di dimensioni enormi. La città era popolosa e densamente affollata e aveva mercati e vari commerci." Riferì che tra la gente della città prevaleva il manicheismo.
Il dettaglio più impressionante della sua descrizione è la iurta o tenda dorata in cima alla cittadella dove il khagan teneva la corte.
(Tamim b. Bahr al-Muttawwi'i)
La tenda dorata era considerata il cuore del potere uiguro, l'oro essendo il simbolo del governo imperiale. La presenza di una tenda dorata è confermata nei resoconti storici cinesi dove si diceva che il khan kirghiso aveva giurato di impadronirsi della tenda dorata degli Uiguri.

## Scoperta
Nel 1871, il viaggiatore russo Paderin fu il primo viaggiatore europeo a visitare le rovine della capitale uigura. Soltanto il muro e una torre erano in esistenza, mentre le strade e le rovine all'esterno del muro si potevano vedere in lontananza. Gli fu detto che i Mongoli la chiamano o Kara Balghasun ("città nera") o khara-kherem ("muro nero"). La convinzione di Paderin che questa fosse l'antica capitale mongola Karakorum si è dimostrata scorretta.
Il sito fu identificato come una capitale uigura in rovina dalla spedizione di Nikolaj Jadrincev nel 1889 e da due spedizioni della società ugro-finnica Helsingfors (1890), seguite da quella dell'Accademia russa delle scienze, sotto Friedrich Wilhelm Radloff (1891).

### Annotazioni
1. ↑  Scritto anche Ordu Balykh, Ordu Balik, Ordu-Balïq, Ordu Balig, Ordu Baligh.

### Fonti
1. ↑  (DE, MN) Hans-Georg Hüttel e Erdenebat Ulambayar, Karabalgasun und Karakorum - Zwei spätnomadische Stadtsiedlungen im Orchon-Tal, Ulan Bator, 2009,  p. 18.
2. ↑   L.A. Arden-Wong, The architectural relationship between Tang and Eastern Uighur Imperial Cities, in Zs. Rajkai e I. Bellér-Hann (a cura di), Frontiers and Boundaries: Encounters on China's Margins, Asiatische Forschungen, vol. 156, Wiesbaden, Harrassowitz Verlag,  pp. 11-47, ISBN 978-3-447-06785-0.
3. ↑   M. S. Asimov, History of Central Asia - The historical,social and economic setting, Volume 4 parte I, Motilal Banarsidass Publ., marzo 1999,  pp. 192-193, ISBN 978-81-208-1595-7. URL consultato il 15 marzo 2012.
4. ↑   V. Minorsky, Tamīm ibn Baḥr's Journey to the Uyghurs, in Bulletin of the School of Oriental and African Studies, vol. 12, n. 2, Cambridge University Press, 1948,  p. 283, DOI:10.1017/s0041977x00080228, ISSN 0041-977X (WC · ACNP). URL consultato il 16 marzo 2012.
5. ↑   Colin Mackerras, The Uighur Empire: According to the T'ang Dynastic Histories, A Study in Sino-Uighur Relations, Australian National University Press, 1972,  pp. 744-840, ISBN 0-7081-0457-6.
6. ↑  新唐書 Xin Tangshu, capitolo 217, parte 2. Testo originale: 挐鬥二十年不解。阿熱恃勝，乃肆詈曰：「爾運盡矣！我將收爾金帳，於爾帳前馳我馬，植我旗，爾能抗，亟來，即不能，當疾去。」Traduzione: La lotta andò avsnti per venti anni senza soluzione. Confidando che sarebbe stato vittorioso, (il khan kirghiso) A-re così imprecò baldanzosamente: "Il vostro destino è segnato! Mi impadronirò della vostra tenda dorata, e davanti alla vostra tenda galopperanno i miei cavalli e saranno piantate le mie bandiere. Potete resistere, poi venire rapidamente, ma non riuscirete e vi consumerete fino alla fine".